# Jessie Magdaleno
Jessie Magdaleno (* 8. November 1991 in Las Vegas Valley, Nevada, USA) ist ein US-amerikanischer Boxer und aktueller ungeschlagener WBO-Weltmeister im Superbantamgewicht.

## Profikarriere
Am 6. November des Jahres 2010 gab der mexikanisch-stämmige Rechtsausleger mit einem klassischen T.-K.-o.-Sieg in Runde 1 gegen seinen Landsmann Matthew Salazar erfolgreich sein Debüt bei den Profis.
Für November 2016 war der WBO-Weltmeisterschaftskampf gegen den amtierenden Nonito Donaire im Thomas & Mack Center, Las Vegas, Nevada, angesetzt. Diesen gewann Magdaleno klar und einstimmig nach Punkten (116:112, 116:116, 118:110).